# جوزيف تورنر
جوزيف تورنر (بالإنجليزية: Joseph Turner)‏ هو محامي أمريكي، ولد في 1701، وتوفي في 1783.